# Неруински, Джейк
Джейкоб (Джейк) Неруински (англ. Jakob "Jake" Nerwinski; 17 октября 1994, Лоренсвилл, Нью-Джерси, США) — американский футболист, правый защитник клуба «Сент-Луис Сити».

## Карьера

### Молодёжная карьера
Во время обучения в Коннектикутском университете в 2013—2016 годах Неруински играл за университетскую футбольную команду в Национальной ассоциации студенческого спорта.

### Клубная карьера
13 января 2017 года на Супердрафте MLS 2017 Неруински был выбран в первом раунде под общим седьмым номером клубом «Ванкувер Уайткэпс». 9 февраля 2017 года клуб подписал с ним однолетний контракт с опцией продления ещё на три года. Его профессиональный дебют состоялся 22 февраля 2017 года в первом матче четвертьфинала Лиги чемпионов КОНКАКАФ 2016/17 против «Нью-Йорк Ред Буллз». В MLS он дебютировал 11 марта 2017 года в матче против «Сан-Хосе Эртквейкс». 25 марта 2017 года, в день старта сезона в USL, Неруински был заявлен в фарм-клуб «Уайткэпс 2», и в матче против «Лос-Анджелес Гэлакси II» вышел в стартовом составе. 9 февраля 2018 года Неруински подписал с «Ванкувер Уайткэпс» новый контракт до конца 2019 года с опцией продления ещё на два года. 24 августа 2019 года в матче против «Сан-Хосе Эртквейкс» забил свой первый гол в профессиональной карьере. 9 февраля 2021 года Неруински согласовал с «Ванкувер Уайткэпс» новый контракт до конца сезона 2022 с опцией продления на сезон 2023. По окончании сезона 2022 «Ванкувер Уайткэпс» не стал продлевать контракт с Неруински.
28 ноября 2022 года Неруински на правах свободного агента присоединился к новичку MLS, клубу «Сент-Луис Сити», подписав двухлетний контракт с опцией продления на сезон 2025. 25 февраля 2023 года сыграл в матче стартового тура сезона против «Остина», ставшем для «Сент-Луис Сити» дебютом в MLS.

### Международная карьера
В августе 2015 года Неруински принимал участие в тренировочном лагере сборной США до 23 лет для футболистов-студентов.

## Достижения
Командные
 «Ванкувер Уайткэпс»
- Победитель Первенства Канады: 2022

## Статистика
| Выступление            | Выступление      | Выступление      | Лига | Лига | Плей-офф | Плей-офф | Кубок | Кубок | Континент | Континент | Итого | Итого |
| Клуб                   | Лига             | Сезон            | Игры | Голы | Игры     | Голы     | Игры  | Голы  | Игры      | Голы      | Игры  | Голы  |
| ---------------------- | ---------------- | ---------------- | ---- | ---- | -------- | -------- | ----- | ----- | --------- | --------- | ----- | ----- |
| Ванкувер Уайткэпс      | MLS              | 2017             | 19   | 0    | 3        | 0        | 2     | 0     | 2         | 0         | 26    | 0     |
| Ванкувер Уайткэпс      | MLS              | 2018             | 26   | 0    | —        | —        | 4     | 0     | —         | —         | 30    | 0     |
| Ванкувер Уайткэпс      | MLS              | 2019             | 26   | 1    | —        | —        | 1     | 0     | —         | —         | 27    | 1     |
| Ванкувер Уайткэпс      | MLS              | 2020             | 21   | 2    | 1        | 0        | —     | —     | —         | —         | 22    | 2     |
| Ванкувер Уайткэпс      | MLS              | 2021             | 25   | 1    | 1        | 0        | 1     | 0     | —         | —         | 27    | 1     |
| Ванкувер Уайткэпс      | MLS              | 2022             | 24   | 0    | —        | —        | 3     | 0     | —         | —         | 27    | 0     |
| Ванкувер Уайткэпс      | Итого            | Итого            | 141  | 4    | 5        | 0        | 11    | 0     | 2         | 0         | 159   | 4     |
| Уайткэпс 2 (фарм-клуб) | USL              | 2017             | 2    | 0    | —        | —        | —     | —     | —         | —         | 2     | 0     |
| Уайткэпс 2 (фарм-клуб) | Итого            | Итого            | 2    | 0    | —        | —        | —     | —     | —         | —         | 2     | 0     |
| Сент-Луис Сити         | MLS              | 2023             | 22   | 0    | —        | —        | 0     | 0     | 2         | 0         | 24    | 0     |
| Сент-Луис Сити         | Итого            | Итого            | 22   | 0    | —        | —        | 0     | 0     | 2         | 0         | 24    | 0     |
| Всего за карьеру       | Всего за карьеру | Всего за карьеру | 165  | 4    | 5        | 0        | 11    | 0     | 4         | 0         | 185   | 4     |